# Мильто, Жан-Жак
Жан-Жак Мильто́ (фр. Jean-Jacques Milteau; род. 17 апреля 1950, Париж) — джазовый и блюзовый музыкант, играющий на диатонической губной гармонике.
Любовь к гармонике пришла к нему в шестидесятые. На выбор инструмента повлияло прослушивание записей рок- и фолк-исполнителей того времени, таких как Боб Дилан, Роллинг Стоунз.
Чтобы лучше познакомиться с блюзом, он путешествовал по Америке. Такие известные музыканты, как Литтл Уолтер, Чарли Маккой, сыграли значительную роль в формировании Мильто как блюзового исполнителя.
Мильто выступает и записывается с такими известными исполнителями, как Ив Монтан, Эдди Митчелл, Жан-Жак Гольдман, Максима Ле Форестье, Шарль Азнавур.
В 1989 году вышел первый сольный альбом Мильто.
Альбом «Memphis», записанный в 2001 году в США на студии Universal под руководством продюсера Себастьяна Даншена, был отмечен престижной французской премией «Victoire de la Musique» как лучший блюзовый альбом года.
Жан-Жак Мильто — автор нескольких книг по губной гармонике.
Немецкая фирма Hohner выпустила модель диатонической губной гармоники, которая носит его имя.

## Дискография
- Lead Belly’s Gold — 2015
- Blowin’in the Past — 2012
- Consideration — 2011
- Harmonicas — 2009
- Soul Conversation — 2008
- Live, Hot n’Blue — 2007
- Fragile — 2006
- Blue 3rd — 2003
- Memphis — 2001
- Bastille Blues — 1999
- Merci d’être venus — 1996
- Routes — 1994
- Live — 1992
- Explorer — 1991
- Blues Harp — 1989